# 威曼角
威曼角（英語：Cape Wiman），是南極洲的海岬，位於葛拉漢地的西摩島北端，在1843年1月由詹姆斯·克拉克·羅斯發現，由英國南極名稱諮詢委員會命名，現時由南極條約體系管理。